# برأفتاب دولت أباد
برأفتاب دولت أباد (بالإنجليزية: Baraftab-e Dowlatabad)‏ هي قرية تقع في قسم تشنارود الجنوبي الريفي (مقاطعة تشادغان) في إيران.